# 250 nanòmetres
| Tecnologia | Any  |
| ---------- | ---- |
| 10 um      | 1971 |
| 6 um       | 1974 |
| 3 um       | 1977 |
| 1,5 um     | 1982 |
| 1 um       | 1985 |
| 800 nm     | 1898 |
| 600 nm     | 1994 |
| 350 nm     | 1995 |
| 250 nm     | 1997 |
| 180 nm     | 1999 |
| 130 nm     | 2001 |
| 90 nm      | 2004 |
| 65 nm      | 2006 |
| 45 nm      | 2008 |
| 32 nm      | 2010 |
| 22 nm      | 2012 |
| 14 nm      | 2014 |
| 10 nm      | 2017 |
| 7 nm       | 2018 |
| 5 nm       | 2020 |

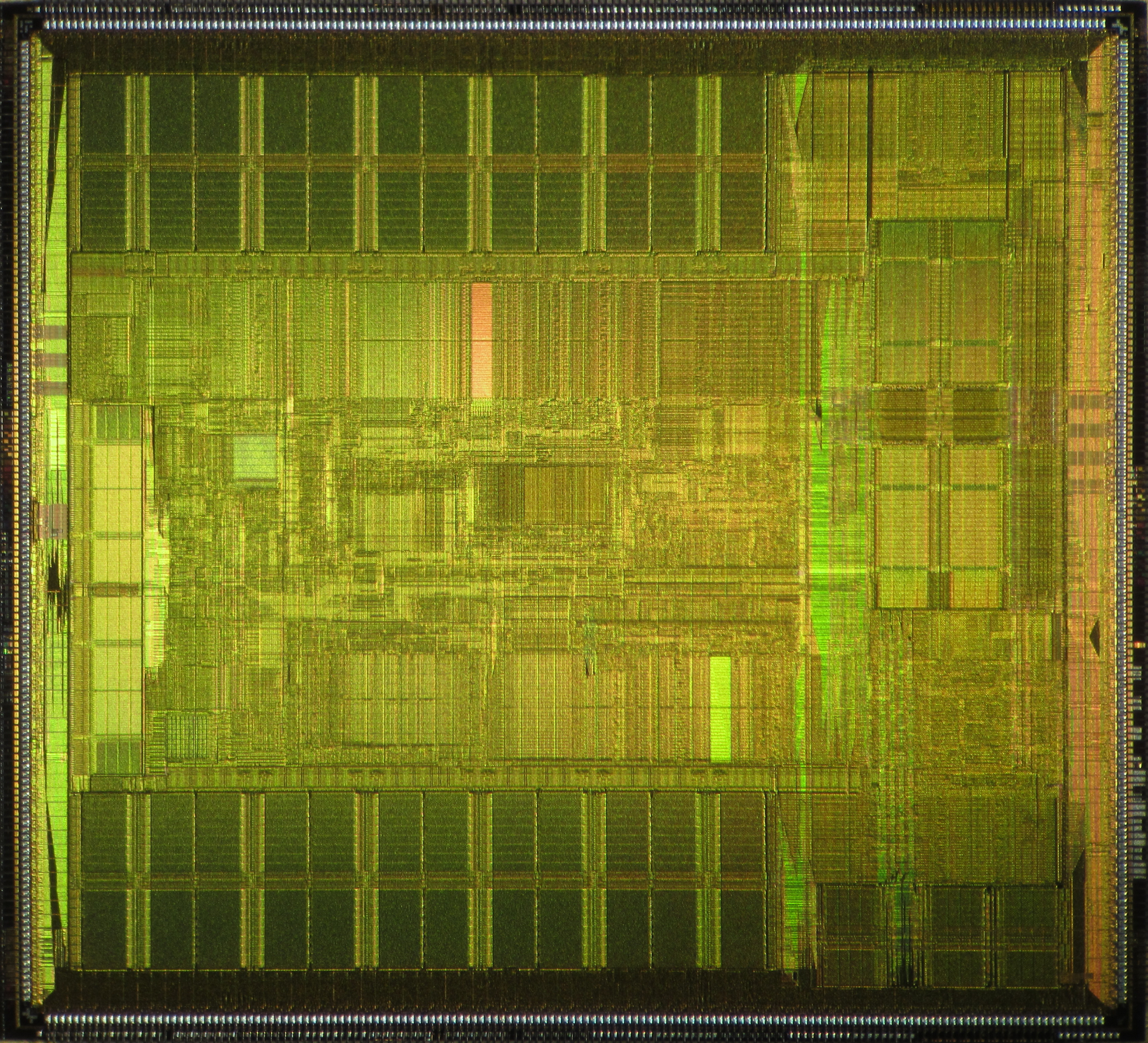
Fig.1 Exemple de tecnologia de 250 nm : DEC Alpha

250 nanòmetres (250 nm) és una tecnologia de fabricació de semiconductors en què els components tenen una dimensió de 250 nm. És una millora de la tecnologia de 350 nm. La llei de Moore diu que la superfície és redueix a la meitat cada 2 anys, per tant el costat del quadrat de la nova tecnologia serà de {\displaystyle 250\simeq {\frac {350}{\sqrt {2}}}}. Sabent que els àtoms de silici tenen una distància entre ells de 0,543 nm, llavors el transistor té de l'ordre de 460 àtoms de llargada.

## Tecnologia emprada
- Tecnologia de litografia millorada.

## Processadors
| Fabricant | Data | CPU                  | Notes |
| --------- | ---- | -------------------- | ----- |
| IBM       | 1999 | PowerPC G5, Cell     |       |
| AMD       | 1998 | K6-2, K6-III         |       |
| Intel     | 1997 | Pentium MMX, II, III |       |

| Fabricant                | Intel     | Intel    | IBM     | IBM      | AMD                   | AMD                   | TI       | TI       | DEC      | DEC      | IDT      | IDT      | Fujitsu | Fujitsu  | TSMC     | TSMC     | Samsung | Samsung  | Toshiba | Toshiba  | Motorola   | Motorola   | NEC       | NEC      |
| ------------------------ | --------- | -------- | ------- | -------- | --------------------- | --------------------- | -------- | -------- | -------- | -------- | -------- | -------- | ------- | -------- | -------- | -------- | ------- | -------- | ------- | -------- | ---------- | ---------- | --------- | -------- |
| Nom del procés           | P856      | P856     | CMOS-6X | CMOS-6X  | CS-44/CS44E/CS44E-Mod | CS-44/CS44E/CS44E-Mod | C07      | C07      | CMOS-7   | CMOS-7   | CMOS-10+ | CMOS-10+ | CS-70   | CS-70    |          |          |         |          |         |          | HiPerMOS 4 | HiPerMOS 4 |           |          |
| Primera producció        | 1997      | 1997     | 1997    | 1997     | 1998                  | 1998                  | 1999     | 1999     | ?        | ?        | ?        | ?        | ?       | ?        | ?        | ?        | 1998    | 1998     | 1998    | 1998     | 1997       | 1997       |           |          |
| Capes de Metal           | 5         | 5        | 5       | 5        | 5                     | 5                     |          |          |          |          |          |          |         |          |          |          |         |          | 4       | 4        |            |            |           |          |
|                          | Value     | 350 nm Δ | Value   | 350 nm Δ | Value                 | 350 nm Δ              | Value    | 350 nm Δ | Value    | 350 nm Δ | Value    | 350 nm Δ | Value   | 350 nm Δ | Value    | 350 nm Δ | Value   | 350 nm Δ | Value   | 350 nm Δ | Value      | 350 nm Δ   | Value     | 350 nm Δ |
| Pas de contacte de porta | 500 nm    | 0.91x    | ? nm    | ?x       | ? nm                  | ?x                    | ? nm     | ?x       | ? nm     | ?x       | ? nm     | ?x       | ? nm    | ?x       | ? nm     | ?x       | ? nm    | ?x       | ? nm    | ?x       | ? nm       | ?x         | ? nm      | ?x       |
| Pas de connexió          | 640 nm    | 0.72x    | 700 nm  | ?x       | 880 nm                | ?x                    | 850 nm   | ?x       | 840 nm   | ?x       | 940 nm   | ?x       | 900 nm  | ?x       | ? nm     | ?x       | ? nm    | ?x       | ? nm    | ?x       | ? nm       | ?x         | ? nm      | ?x       |
| Cel·lula 1 bit de RAM    | 10.26 µm² | 0.57x    | 8.6 µm² | ?x       | ? µm²                 | ?x                    | 10.5 µm² | ?x       | 11.5 µm² | ?x       | 11.2 µm² | ?x       | ? µm²   | ?x       | 7.56 µm² | ?x       | ? µm²   | ?x       | ? µm²   | ?x       | ? µm²      | ?x         | 12.77 µm² | ?x       |